# NGC 1232

NGC 1232

إن جي سي 1232 مجرة حلزونية متداخلة أو متوسطة تقع في اتجاه كوكبة النهر على بعد 65 مليون سنة ضوئية 19 مليون فرسخ فلكي. يهيمن عليها الملايين من النجوم الساطعة والغبار المظلم، في الأذرع الحلزونية الدوارة حول المركز. وتتناثر العناقيد النجمية المفتوحة والتي تحتوي على النجوم الزرقاء الساطعة على طول هذه الأذرع الحلزونية، يتوسطها ممرات مظلمة من الغبار (بين النجمي) الكثيف . والأقل وضوحا هي النجوم الخافتة العادية والغاز بين النجوم، منتجة كتلة عالية تسيطر على ديناميكا المجرة الداخلية. ويبلغ قطر المجرة حوالي 200000 سنة ضوئية، في ما بين قطر مجرة المرأة المسلسلة ومجرة درب التبانة.إن جي سي 1232 بالإضافة للمجرة التابعة لها NGC 1232A عضو في عنقود النهر المجري وهي ألمع مجرة في العنقود.
NGC 1232A هي مجرة قمرية للمجرة إن جي سي 1232 ويعتقد أنها السبب في الانحناء غير العادي في الأذرع الحلزونية لمجرة إن جي سي 1232. في عام 1988، قدر بعد NGC 1232A بحوالي 68 مليون سنة ضوئية.

## وصلات خارجية
- إن جي سي 1232 على موقع ويكي سكاي: DSS2, SDSS, GALEX, IRAS, Hydrogen α, X-Ray, Astrophoto, Sky Map, Articles and images
- SIMBAD: NGC 1232
- SIMBAD: NGC 1232A
- Antilhue-Chile: NGC 1232 in Eridanus
- The Scale of the Universe (صورة اليوم الفلكية 2012 March 12)